# Пивнюк, Николай Владимирович
Николай Владимирович Пивнюк (1917—1976) — подполковник Советской Армии, участник Великой Отечественной войны, Герой Советского Союза (1943).

## Биография
Родился 5 сентября 1917 года в Николаеве. Окончил десять классов школы. В 1936 году был призван на службу в Рабоче-крестьянскую Красную Армию. В 1938 году он окончил Качинскую военную авиационную школу пилотов. С августа 1941 года — на фронтах Великой Отечественной войны.
К апрелю 1942 года старший лейтенант командовал звеном 128-го ближнебомбардировочного авиаполка Калининского фронта. К тому времени он совершил 97 боевых вылетов на воздушную разведку и бомбардировку скоплений боевой техники и живой силы противника, его важных объектов, нанеся ему большие потери.
Указом Президиума Верховного Совета СССР «О присвоении звания Героя Советского Союза начальствующему и рядовому составу Красной Армии» от 30 января 1942 года за «образцовое выполнение боевых заданий командования на фронте борьбы с немецкими захватчиками и проявленными при этом отвагу и геройство» удостоен высокого звания Героя Советского Союза с вручением ордена Ленина и медали «Золотая Звезда» за номером 805.
После окончания войны продолжил службу в Советской Армии. В 1944 году он окончил Высшую офицерскую авиационную школу, в 1946 году — Гродненское военное авиационное училище. В 1958 году в звании подполковника был уволен в запас. Умер 30 октября 1976 года, похоронен в посёлке Понинка Полонского района Хмельницкой области Украины.
Был награждён двумя орденами Ленина, тремя орденами Красного Знамени, орденами Отечественной войны 1-й степени и Красной Звезды, рядом медалей.